# Monmouth (Illinois)
Monmouth é uma cidade localizada no estado americano de Illinois, no Condado de Warren.

## Demografia
Segundo o censo americano de 2000, a sua população era de 9841 habitantes.
Em 2006, foi estimada uma população de 9151, um decréscimo de 690 (-7.0%).

## Geografia
De acordo com o United States Census Bureau tem uma área de
10,5 km², dos quais 10,4 km² cobertos por terra e 0,1 km² cobertos por água. Monmouth localiza-se a aproximadamente 207 m acima do nível do mar.

## Localidades na vizinhança
O diagrama seguinte representa as localidades num raio de 20 km ao redor de Monmouth.